# Església de Santa Trinita
Santa Trinita (o Santa Trìnita) és una antiga església de l'orde dels vallombrosans de Florència (Toscana, Itàlia). Concretament està situada prop de l'Arno, a la seva riba dreta, a la plaça que porta el mateix nom.

## Història

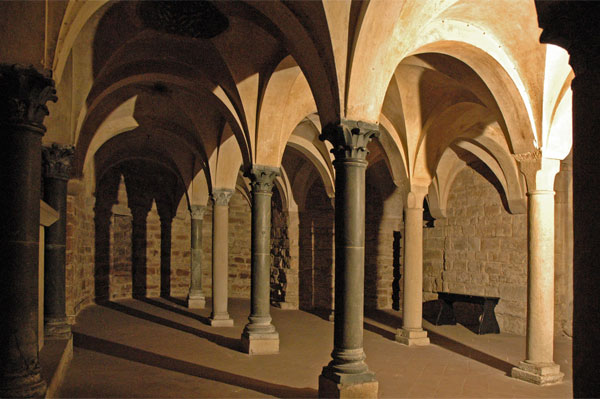
Cripta romànica

Una antiga església preexistent fou utilitzada pels vallombrosans per establir-hi un convent, aquest orde, fundat per Giovanni Gualberto (985?-1073), seguia una interpretació estricta de la regla de sant Benet. La primera notícia de l'església hom la troba el 1077 i, ja com a monestir, el 1114. Inicialment es trobava fora muralla, però en una de les diferents ampliacions del recinte defensiu (la del 1172-75) va quedar inclosa al seu interior. Aquella primitiva església va patir diverses modificacions en el decurs dels segles que li van canviar la fisonomia. En aquest sentit, Nicola Pisano (1220?-1279) hi intervingué a mitjan segle xiii. Més endavant, al segle xiv, s'alça la major part de l'església, amb les capelles laterals. Per altra banda, diverses donacions de finques al seu voltant van permetre anar construint i reformant les altres dependències conventuals.

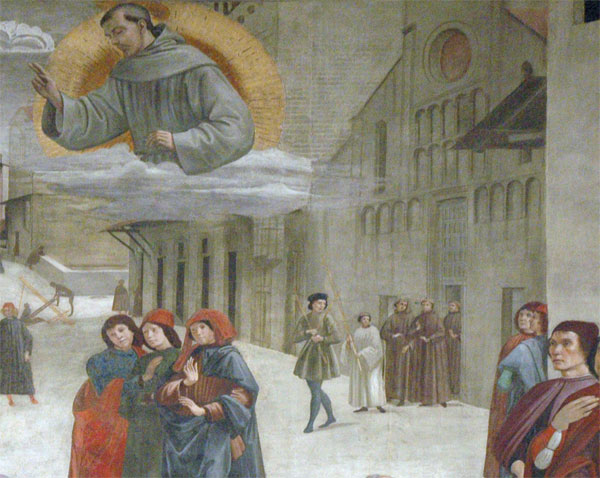
Mural de Ghirlandaio, a l'nterior de l'església, amb una representació d'aquesta, abans de la reforma barroca

Entre el 1418 i 1421 es construeix la sagristia Strozzi. Curiosament, a la capella Sassetti d'aquesta mateixa església, Domenico Ghirlandaio (1449-1494) hi representa la plaça amb la façana de Santa Trinita, tal com era llavors. L'arquitecte i escultor Bernado Buontalenti (1536-1608) va iniciar una gran reforma del complex, que va comportar entre altres intervencions la construcció de dos claustres. Buontalenti és també l'autor de la façana (1593-94). Al segle xix es restaura l'església i hom li retorna el caràcter gòtic que havia perdut amb aquella darrera intervenció, és llavors que hom deixa al descobert a la cara interior de la façana, la primitiva estructura romànica. També es retira l'altar major de Buontalenti i s'hi incorporen algunes obres de l'antiga església de San Pancrazio, que s'havia desafectat.

## L'edifici

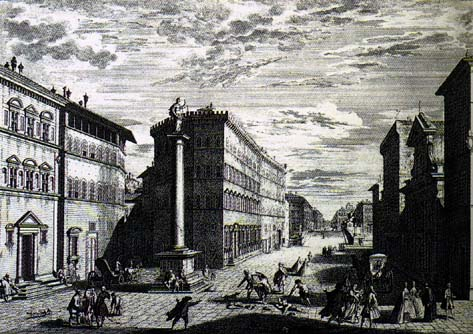
Antiga estampa amb la plaça de Santa Trinita i l'església a la dreta

La façana barroca, del 1593, és obra de Buontalenti, horitzontalment està dividida en tres parts, separades per pilastres que suporten una cornisa sobre la qual s'alça el remat central. Entre aquestes pilastres es troben les tres portes del temple, la central més gran i rematada per un relleu de la Trinitat, de Pietro Bernini (1562-1629), el pare de Gian Lorenzo. Sobre les portes laterals trobem uns grans finestrals. A la per esquerra d'aquesta façana s'hi veu una imatge de Sant Aleix.
L'interior és el resultat de la restauració que va retornar-li els trets principals de l'edifici del segle xiv. És un edifici de tres naus de la mateixa llargada, separades per pilars de secció rectangular. A les naus laterals s'hi obren una sèrie de capelles, cinc a cada cantó. El transsepte dona pas a la capella central, més gran, flanquejada per dues parelles de capelles més, totes de planta rectangular. Al fons dret d'aquest creuer s'obre la capella Sassetti, aixecada més endavant.
Encara es conserva la primitiva cripta romànica.

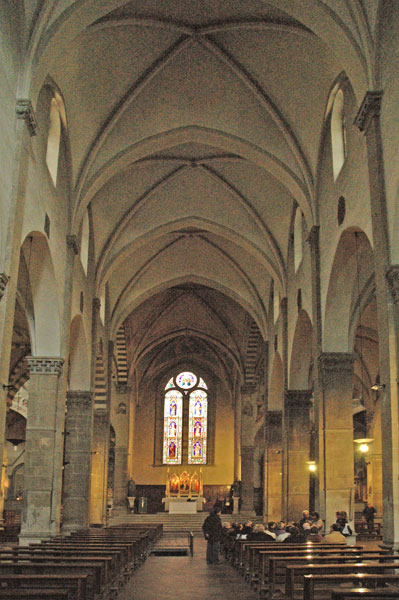
La nau central, amb el presbiteri al fons
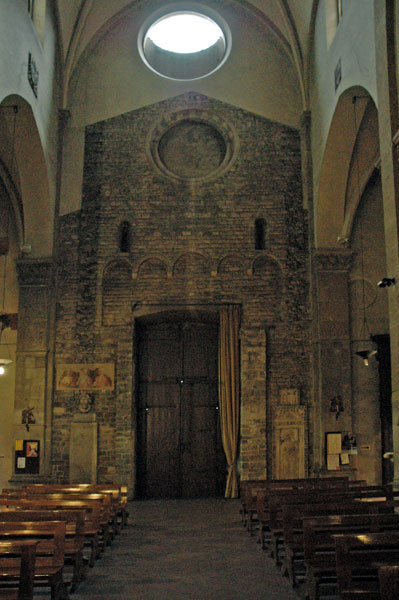
La cara interior de la façana, amb importants restes de l'obra romànica

## Mobiliari

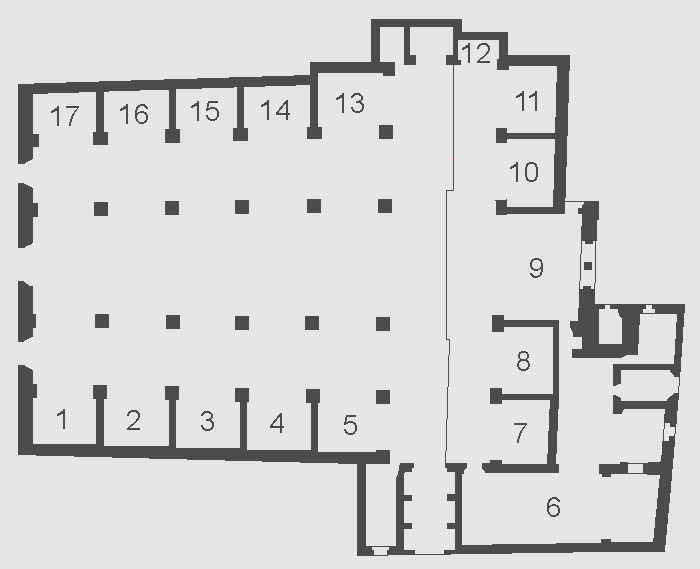
Esquema de la planta de l'església, amb la distribució de les capelles

Per la importància de les obres que aquesta església encara conserva, hom pot considerar-la una de les esglésies-museu de la ciutat.
Seguint per l'interior de l'església, des de la porta d'entrada i segons el sentit contrari de les busques d'un rellotge hom troba les següents capelles:
| Capella                                                                                 | Mobiliari | |
| --------------------------------------------------------------------------------------- | --- | --- |
| 1 - Capella Gianfigliazzi (1630?) Gherardo Silvani (1579-1675)                          | Creu de fusta (Crocifisso della Providenza), segle XIV | |
| 2 - Capella Davizzi (1642?) Matteo Nigetti (1565?-1648)                                 | | |
| 3 - Capella Cialli-Seringi                                                              | Retaule d'altar de la Mare de Déu i quatre sants (1466?) de Neri di Bicci (1419-91). Fresc del Matrimoni místic de Santa Caterina (1389?) de l'escola d'Spinello Aretino (1350-1410) | - Mare de Déu i quatre sants, de Neri di Bicci - Matrimoni místic de Santa Caterina                  |
| 4 - Capella Bartolini-Salimbeni                                                         | Tancada per una antiga reixa de ferro forjat. Cicle de frescos amb la Història de la Mare de Déu (1423?) de Lorenzo Monaco (1370-1425). També és del mateix pintor (un monjo camaldulès) el retaule de l'altar, amb l'Aunciació                                                           | - La capella Bartolini-Salimbeni - Retaule de l'Anunciació                                           |
| 5 - Capella Ardinghelli                                                                 | Fresc amb una Imago Pietatis (1430?). Fragments d'un tabernacle de Benedetto da Rovezzano (1474-1552?) | - Imago Pietatis                                                                                     |
| 6 - Sagristia (1418-21) Patrocinada per la família Strozzi                              | D'aquest lloc hi procedeixen dues obres de primera fila: Retaule de l'Adoració dels Mags, de Gentile da Fabriano (1370?1427), ara als Oficis. I Davallament de la creu, de Lorenzo Monaco i Fra Angelico (1395?-1455), ara al Museu de San Marco                                          | - L'Adoració dels Mags, als Oficis - Davallament de la creu, a San Marco                             |
| 7 - Capella Sassetti                                                                    | Té un important conjunt de pintures murals, obra de Ghirlandaio amb Històries de la vida de sant Francesc (1483-86), amb els retrats dels donants: Francesco Sassetti i la seva esposa Nera Corsi. La taula de l'altar, amb l'Adoració dels pastors (1485) és també obra del Ghirlandaio. | - La capella Sassetti - Estigmes de Sant Francesc de Ghirlandaio - Adoració dels pastors             |
| 8 - Capella Doni (1608-40) Ludovico Cigoli (1559-1613)                                  | Amb una creu pintada procedent de San Miniato al Monte, que hom relaciona amb un fet miraculós de Giovanni Gualberto, el fundador de l'orde establert al convent | |
| 9 - Presbiteri                                                                          | Retaule de la Trinitat (1406) de Mariotto del Nardo (d1394-d1424), préstec de l'Accademia | - El presbiteri                                                                                      |
| 10 - Capella Usimbardi (1602) Decorada per Ludovico Cigoli                              | Tiziano Aspetti (1565?-1607) va esculpir els marbres dels Usimbardi i la creu de l'altar | - Capella Usimbardi                                                                                  |
| 11 - Capella Scali                                                                      | Monument fúnebre de Benozzo Federighi (1454-58), obra de Luca della Robbia (1399-1482), procedent de San Pancrazio | |
| 12 - Capella de San Giovanni Gualberto (1593-94) Giovanni Battista Caccini (1556-1614?) | Tabernacle amb relíquies del sant (1584) | - Capella de San Giovanni Gualberto                                                                  |
| 13 - Capella Spini                                                                      | Imatge de fusta de la Magdalena, començada per Desiderio da Settignano (1428?-1464) i acabada per Benedetto da Maiano (1442-1497) | - La Magdalena                                                                                       |
| 14 - Capella Compagni                                                                   | Pintura mural amb San Giovanni Gualberto entre sants i beats vallombrosans (1455), de Neri di Bicci (1419-1491) | - San Giovanni Gualberto entre sants i beats vallombrosans                                           |
| 15 - Capella Davanzati                                                                  | Anunciació (1455?) de Neri di Bicci. Sepulcre de Giuliano Davanzati, en un sarcòfag paleocristià del segle iii. Coronació de la Mare de Déu, de Bicci di Lorenzo | - Anunciació de Neri di Bicci - Tomba de Davanzati - Coronació de la Mare de Déu de Bicci di Lorenzo |
| 16 - Capella Bombeni (1629-35) Matteo Nigetti                                           | Anunciació (1503) de Ridolfo del Ghirlandaio (1483-1561). Retaule d'altar amb el Matrimoni místic de Santa Caterina, d'Antonio del Ceraiolo (d1520-d1538) | |
| 17 - Capella Strozzi (1603) Giovanni Battista Caccini                                   | Anunciació (1603) Jacopo da Empoli (1551-1640) | |